# McLaughlin (Dakota del Sud)
McLaughlin (lakota: matȟó wakpá; "Soldat Ós" o " Soldat Blau") és una població dels Estats Units a l'estat de Dakota del Sud. Segons el cens del 2000 tenia 775 habitants.

## Demografia
Segons el cens del 2000, McLaughlin tenia 775 habitants, 268 habitatges, i 181 famílies. La densitat de població era de 712,5 habitants per km².
Dels 268 habitatges en un 33,6% hi vivien nens de menys de 18 anys, en un 40,7% hi vivien parelles casades, en un 20,9% dones solteres, i en un 32,1% no eren unitats familiars. En el 27,6% dels habitatges hi vivien persones soles l'11,9% de les quals corresponia a persones de 65 anys o més que vivien soles. El nombre mitjà de persones vivint en cada habitatge era de 2,89 i el nombre mitjà de persones que vivien en cada família era de 3,48.
Per edats la població es repartia de la següent manera: un 33,3% tenia menys de 18 anys, un 9,7% entre 18 i 24, un 25,9% entre 25 i 44, un 18,5% de 45 a 60 i un 12,6% 65 anys o més.
L'edat mediana era de 30 anys. Per cada 100 dones de 18 o més anys hi havia 86 homes.
La renda mediana per habitatge era de 22.500 $ i la renda mediana per família de 31.111 $. Els homes tenien una renda mediana de 22.500 $ mentre que les dones 18.229 $. La renda per capita de la població era de 10.682 $. Entorn del 15,8% de les famílies i el 25,8% de la població estaven per davall del llindar de pobresa.

## Poblacions més properes
El següent diagrama mostra les poblacions més properes.